# Tiaodingji
Das chinesische Kochbuch Tiaodingji (chinesisch 調鼎集 / 调鼎集, Pinyin Tiáodǐngjí – „Der harmonische Kessel“) ist ein in der Zeit der Qing-Dynastie verfasstes Werk ohne Verfasserangabe. Das Manuskript des Werkes ist heute in der Abteilung seltener Bücher der Peking-Bibliothek (Beijing tushuguan shanbenbu) aufbewahrt. Das Werk umfasst insgesamt 10 Bände (juan).
Es enthält über 1600 eigentliche Gerichte. Körner- und Breigerichte, leichte Imbisse („Dimsum“) und kleine Appetithappen (xiaochi 小吃) sind darin über 400 enthalten, außerdem wird darin ausgiebig über Kochprinzipien und Kochkunst diskutiert.
Die in dem Buch aufgenommenen Gerichte sowie kleinen Imbisse und Desserts wurden in Geschäften der Städte Yangzhou, Hangzhou und Nanjing und anderen Orten jener Zeit authentisch aufgezeichnet, viele wurden aus Büchern wie dem Suiyuan shidan (随园食单), Shixian hongmi (食宪鸿秘), Xianqing ouji (闲情偶寄) u. a. entnommen.
Es ist ein für die Erforschung der Ess- und Trinkkultur der Zeit der Qing-Dynastie wichtiges Dokument. 
Teile des Werkes wurden von Tong Yuejian (童岳荐) verfasst.

## Inhaltsübersicht (zehn Kapitel)
- 1. Öl, Salz, jiang, zao (Reisweintrester), Sojasoße, Essig und andere Würzzutaten (mit einer kleinen Einführung zum Würzen)
- 2. Bankettessen und elegante Speisen zu verschiedenen Anlässen
- 3. Spezielle Gerichte aus Fleischzutaten
- 4. Geflügel- und Eiergerichte
- 5. Wasserprodukt-Gerichte (mit und ohne Schuppen)
- 6. Meeresprodukte und Verschiedenes
- 7. Gemüsegerichte, vegetarische Gerichte u. a.
- 8. Tee und alkoholische Getränke; Körnergerichte, Breigerichte
- 9. Imbisse und Snacks aus Weizenmehl oder Reismehl usw.; Feinbackwaren; Feindämpfwaren
- 10. kandierte (oder eingemachte) Früchte; Obst, Trockenobst, Nüsse und Kerne; frische Blumen

## Tong Yuejian
Teile des Werkes wurden von Tong Yuejian (童岳荐) aus Shaoxing, Provinz Zhejiang, verfasst, dessen zi-Name Beiyan (北砚) lautete. Die früheren Namen Beiyan shidan 北砚食单, Tongshi shigui 童氏食规 und Tiaodingji 调鼎集 für das Werk stammen aus späterer Zeit.

## Ding (Buchtitel)
Das Wort ding (鼎) im Buchtitel bezieht sich auch den Gefäßtyp namens Ding (Gefäß).

## Ausgaben
Das Werk ist in der Buchreihe Zhongguo pengren guji congkan, Peking: Zhongguo shangye chubanshe, 1986, enthalten.